# Брюханов, Сергей Владимирович
Серге́й Влади́мирович Брюха́нов (род. 28 августа 1959, Копейск, Челябинская область, СССР) — советский и российский художник-абстракционист.

## Биография
Родился 28 августа 1959 года в г. Копейск Челябинской области.

С 2006 года живет в Москве. Работает преимущественно с масляной живописью и в технике коллажа, стремится передавать свет посредством цвета и сочетания фактур. Относится к числу художников «чье творчество определило спектр художественно-эстетических исканий второй половины XX века в России».

Провел более тридцати персональных выставок, участвовал в десятках иных выставочных проектов, в том числе в качестве куратора.

Произведения Сергея Брюханова хранятся в собраниях Государственной Третьяковской галереи Государственного Русского музея, Министерства культуры Российской Федерации и многих других музеях и художественных институтов; сотни работ находятся в частных коллекциях России, США, Великобритании, Франции, Германии, Испании, Австрии, Финляндии. Биография включена в издание «2000 выдающихся художников и дизайнеров XX столетия».